# Caldasius
Caldasius is een geslacht van hooiwagens uit de familie Gonyleptidae.
De wetenschappelijke naam Caldasius is voor het eerst geldig gepubliceerd door Roewer in 1930. 

## Soorten
Caldasius is monotypisch en omvat slechts de volgende soort:
- Caldasius trochanteralis